# 삼성초등학교 (사천시)
삼성초등학교는 대한민국 경상남도 사천시 사남면 죽천리에 있는 공립 초등학교이다.

## 역사
- 1947년 11월 10일 사남국민학교 삼성분교장 인가
- 1953년 6월 30일 삼성국민학교 승격인가
- 1954년 4월 1일 삼성국민학교 개교
- 1996년 3월 1일 삼성초등학교로 명칭 변경
- 1999년 9월 1일 사남초등학교, 초전초등학교, 가천분교 통합(11학급 편성)
- 2000년 12월 17일 급식소, 강당, 유치원전용 3교실 신축
- 2010년 9월 1일 제22대 김용길 교장 취임
- 2010년 9월 1일 20학급 편성, 삼성초, 사남초로 분리 개편